# HD166469
HD166469 — хімічно пекулярна зоря спектрального класу A0, що має видиму зоряну величину в смузі V приблизно  6,5.
Вона  розташована на відстані близько 432,6 світлових років від Сонця.

## Фізичні характеристики
Зоря HD166469 обертається 
порівняно повільно 
навколо своєї осі. Проєкція її екваторіальної швидкості на промінь зору становить  Vsin(i)= 23км/сек.

## Пекулярний хімічний склад
Зоряна атмосфера HD166469 має підвищений вміст 
Si
.